# Joyland (Film)
Joyland (Urdu جوائے لینڈ) ist ein Filmdrama von Saim Sadiq. Der pakistanische Regisseur erzählt in seinem Spielfilmdebüt eine queere Liebesgeschichte. Der Film feierte im Mai 2022 bei den Filmfestspielen in Cannes seine Premiere und kam im November 2022 in die pakistanischen Kinos. Der Kinostart in Deutschland erfolgte im November 2023. Joyland wurde von Pakistan als Beitrag für die Oscarverleihung 2023 als bester Internationaler Film eingereicht.

## Handlung
Während seine Frau Mumtaz ihrem Job als Kosmetikerin nachgeht, ist Tagträumer Haider schon längere Zeit arbeitslos. Sie beide wohnen gemeinsam mit seinem Bruder und dessen Ehefrau bei ihrem verwitweten Vater. Ohne Job und Nachkommen erfüllt Haider die Erwartungen nicht, die in seiner traditionellen pakistanischen Großfamilie an ihn gestellt werden. Als Haider eines Tages unverhofft über einen Freund einen Job als Background-Tänzer in einem erotischen Tanztheater in Lahore bekommt, kann er endlich für sich und seine Familie sorgen. Seine Familie lässt er glauben, er sei dort Manager. Bei seiner neuen Arbeit lernt er die Tänzerin Biba kennen, die Teil der Khawaja-Sira-Gemeinschaft ist und dem dritten Geschlecht angehört. Anfänglich lediglich fasziniert, verliebt sich Haider in Biba.
Haiders Clan darf hiervon nichts erfahren. Als seine Ehefrau schwanger wird und der Vater sie drängt, ihren Job aufzugeben, weil Haider nun das Geld verdient und er sich nun nicht mehr um den Haushalt kümmern kann, verkompliziert sich seine Situation.

## Produktion

### Regie, Drehbuch und Filmtitel
Joyland ist das Spielfilmdebüt von Saim Sadiq, der gemeinsam mit Maggie Briggs auch das Drehbuch schrieb. Sadiqs Abschlussfilm an der Columbia University School of the Arts, ein Kurzfilm mit dem Titel Darling mit ähnlicher Prämisse, diente Joyland als Grundlage. Er verwendete die Prämisse des Liebesdreiecks, um über das zu sprechen, worüber er wirklich sprechen wollte, nämlich über das Patriarchat. Vor seinem Studium an der Columbia University School of the Arts machte Sadiq einen Abschluss in Ethnologie. Er begann im Jahr 2016 mit der Arbeit an dem Film und nahm sich im Rahmen seiner Recherchen ein Semester frei von seinem Filmstudium an der Columbia University, um nach Lahore zurückzukehren, wo er vier Monate lang Shows in „exotischen Theatern“ besuchte und mit den Tänzern sprach. Die Popularität solcher Veranstaltungsorte in einem ansonsten sehr konservativen Land erinnert daran, dass Pakistan komplizierter ist, als Außenstehende vielleicht annehmen.
Der Filmtitel Joyland ist an den gleichnamigen Vergnügungs-/Themenpark in Lahore angelehnt, dem die Familie einen Besuch abstattet.

### Transsexualität in Pakistan
Der Regisseur erklärte, was die Trans-Gemeinschaft in Pakistan betrifft, so habe es diese bereits gegeben, bevor das Wort „trans“ überhaupt erfunden wurde, und man habe sie als „khawaja sira“ bezeichnet.  Der Begriff steht für eine Geschlechtsidentität, die weder männlich noch weiblich bedeutet. Im Mogulreich fungierten deren Mitglieder oft als Berater. Vor der Kolonialisierung im 17. und 18. Jahrhundert seien die „khawaja sira“ in Pakistan nicht Opfer von Diskriminierung gewesen, so der Regisseur. Sie seien Künstler gewesen und mit ihnen sei eine gewisse Eleganz in Verbindung gebracht worden. Als die Briten kamen, verbot der Criminal Tribes Act Homosexualität, Trans-Sein und jedes Verhalten, jede Sexualität und jedes Geschlecht, das nicht heteronormativ war. Alles wurde plötzlich als kriminelle Handlung angesehen, und diese Gesetze seien nicht nur in Pakistan, sondern auch in Indien in die Verfassung übernommen worden. Die „khawaja sira“ errangen 2018 einen wichtigen Sieg, als Pakistan Antidiskriminierungsgesetze verabschiedete, die Geschlechtsidentität als „das innerste und individuelle Selbstgefühl einer Person als Mann, Frau oder eine Mischung aus beidem oder keines von beiden“ definierten.

### Besetzung und Dreharbeiten
Ali Junejo spielt Haider und Alina Khan seine neue Liebe Biba. Khan war bereits in Darling in dieser Rolle zu sehen. Sie stammt selbst aus einer muslimischen Familie und hatte jahrelange Erfahrung als Burlesque-Tänzerin, weshalb sie sich nach eigenen Aussagen mit Biba identifizieren konnte: „Wie sie bin auch ich eine Kämpferin, ich verstehe sehr gut, dass sie für sich einsteht, für ihre Rechte kämpft.“ Nach der Fertigstellung des Films erlebte Khan massive Drohungen und wurde in den sozialen Medien übel beschimpft. „Einige Menschen hat es sehr wütend gemacht, dass die Transfigur einmal keine Lachnummer war, sondern als selbstverständliches Mitglied der Gesellschaft gezeigt wurde“, so Khan.
Priya Usman Khan ist in der Rolle von Bibas „Rivalin“ zu sehen. Sohail Sameer spielt Haiders Bruder Saleem und Sarwat Gilani dessen Ehefrau Nucchi. Rasti Farooq spielt Haiders Frau Mumtaz. Junejo und Farooq haben eigentlich einen Theaterhintergrund und geben in Joyland ihr Filmdebüt. Die weiteren Nebendarsteller sind allesamt altgediente Schauspieler, die durch ihre Arbeit im Fernsehen und Film bekannt sind. So war Salmaan Peerzada, der Haiders Vater Rana Amanullah, genannt „Abba“, spielt, bereits in den 1960er Jahren als junger Mann in verschiedenen Fernsehserien und Filmen wie Die 13 Sklavinnen des Dr. Fu Man Chu zu sehen. Sania Saeed, die die Rolle der Nachbarin Fayyaz übernahm, spielte seit Beginn der 1990er Jahre in einer Vielzahl von Fernsehserien.
Joyland wurde in Pakistan gedreht. Einige Aufnahmen entstanden im Mehfil Theatre in Lahore. Eine Szene, in der sich Haider und Biba küssen und die nicht in der pakistanischen Fassung des Films enthalten ist, sollte auf einer Straße in Lahore gedreht werden. Da es Sadiq und seinen Schauspielern jedoch zu heikel war, drehten sie diese Szene nicht in der Öffentlichkeit. Es gebe in Pakistan keine Religionspolizei wie im Iran, weil diese nicht notwendig sei, da sich alle als Religionspolizei betätigen, so der Regisseur zu den Gründen für diese Entscheidung. Als Kameramann fungierte Joe Saade.

### Filmmusik und Veröffentlichung
Die Filmmusik komponierte Abdullah Siddiqui. Der pakistanische Sänger, Songwriter und Produzent, der Urdu- und englischsprachige Musik macht. Seinen Durchbruch schaffte er mit seinem Song Resistance für die fünfte Staffel von Nescafé Basement. Im Jahr 2019 stellte er sein Debütalbum mit dem Titel Metannoya vor. Das Soundtrack-Album für Joyland mit insgesamt 13 Musikstücken wurde Mitte Dezember 2023 von D36 als Download veröffentlicht.
Die Premiere des Films erfolgte am 23. Mai 2022 bei den Filmfestspielen in Cannes, wo er in der Reihe Un Certain Regard gezeigt wurde. Im September 2022 wurde er beim Toronto International Film Festival und beim Zurich Film Festival gezeigt. Anfang Oktober 2022 erfolgten Vorstellungen beim London Film Festival. 
Eine Woche vor seiner Veröffentlichung im Pakistan im November 2022 wurde Joyland von der pakistanischen Regierung wegen seines „höchst anstößigen Inhalts“ verboten, der gegen „Anstand und Moral“ verstoße. Nur wenige Menschen hatten den Film in dem Land bis dahin gesehen. Ein konservativer Regierungsexperte erklärte, der Film sei „gegen pakistanische Werte“ und fügte hinzu, dass „die Verherrlichung von Transgenderpersonen in Pakistan sowie ihrer Liebesaffären ein direkter Angriff auf unsere Überzeugungen ist“. Die Entscheidung des Ministeriums für Information und Rundfunk wurde Mitte November 2022 aufgehoben, in Punjab blieb der Film jedoch weiterhin verboten.
Am 24. Februar 2023 kam der Film im Vereinigten Königreich in die Kinos. Ende März, Anfang April 2023 erfolgten Vorstellungen im Rahmen der Reihe New Directors / New Films, einem gemeinsamen Filmfestival des New Yorker Museum of Modern Art und der Film Society of Lincoln Center. Am 7. April 2023 kam Joyland in die US-Kinos. Im April 2023 wurde der Film beim Florida Film Festival gezeigt und im Juni 2023 beim Internationalen Filmfest Emden-Norderney. Der Kinostart in Deutschland war am 9. November 2023. Der Kinostart in Österreich ist am 1. März 2024 geplant.

## Synchronisation
Die deutschsprachige Synchronisation entstand nach dem Dialogbuch von Florian Kühne sowie unter der Dialogregie von Henning Stegelmann durch die Synchronfirma Elbgorilla Synchro in Hamburg.
| Rolle   | Schauspieler   | Synchronsprecher      |
| ------- | -------------- | --------------------- |
| Haider  | Ali Junejo     | Flemming Stein        |
| Biba    | Alina Khan     | Christian Senger      |
| Mumtaz  | Rasti Farooq   | Merete Brettschneider |
| Fayyaz  | Sania Saeed    | Elena Wilms           |
| Madiha  | Eeshal Ali     | Marlene Helbig        |
| Maeedah | Pakeeza Batool | Leyla Bulut           |
| Momina  | Shiza Moin     | Jette Schiweck        |
| Nucchi  | Sarwat Gilani  | Katharina von Keller  |
| Qaiser  | Ramiz Law      | Vincent Fallow        |
| Saleem  | Sohail Sameer  | Oliver Warsitz        |

## Rezeption

### Kritiken
Der Film wurde von 98 Prozent aller bei Rotten Tomatoes erfassten Kritiker positiv bewertet mit durchschnittlich 8,2 der möglichen 10 Punkte. Auf Metacritic erhielt der Film einen Metascore von 82 von 100 möglichen Punkten.
Patrick Heidmann schreibt in seiner Kritik bei mannschaft.com, Saim Sadiq sei mit Joyland ein erstaunlicher Film gelungen, dessen revolutionäre Kraft auf sehr leisen Sohlen daherkomme. Es sei nicht so, dass sich der Film auf die Fahnen geschrieben habe, offensiv anti-religiös oder islamkritisch zu sein, er hinterfrage jedoch die bestehende Ordnung, familiäre Erwartungen, die klassische Rollenverteilung der Geschlechter und gängige Männlichkeitsbilder. Die Figuren würden hier auf der Suche nach sich selbst und einem Verständnis für die eigenen, komplizierten Gefühlen mit allem, was die Gesellschaft von außen an sie heranträgt ringen. Hierzu zähle auch Biba, die sich der eigenen Identität zwar gewisser sei als die anderen, sich aber als trans Frau natürlich in einer fragileren Position befindet. Weiter schreibt Heidmann, in Joyland gebe es zahlreiche Bilder, die man so schnell nicht vergisst, und der Film sei so nuanciert, mitfühlend und auf stille Weise wegweisend, wie kaum ein anderer Film aus dem Jahr.

### Auszeichnungen
Joyland wurde von Pakistan als Beitrag für die Oscarverleihung 2023 als Bester Internationaler Film eingereicht. Das Werk erlangte keine Nominierung, platzierte sich aber auf der 15 Filme umfassenden Shortlist. Im Folgenden eine Auswahl weiterer Nominierungen und Auszeichnungen.
Camerimage 2022
- Nominierung als Bestes Regiedebüt für den Goldenen Frosch (Saim Sadiq)[22]

Cleveland International Film Festival 2023
- Auszeichnung im New Direction Competition[23]

Hamburg International Queer Film Festival 2023
- Auszeichnung als Bester Spielfilm mit der „Globola“[24]

Independent Spirit Awards 2023
- Auszeichnung als Bester internationaler Film

Internationale Filmfestspiele von Cannes 2022
- Auszeichnung mit dem Jurypreis in der Reihe Un Certain Regard
- Auszeichnung mit der Queer Palm

London Film Festival 2022
- Lobende Erwähnung im First Feature Competition (Saim Sadiq)[25]

Melbourne Queer Film Festival 2022
- Auszeichnung mit dem Award for Best First Feature Narrative[26]

Tromsø Internasjonale Filmfestival 2023
- Nominierung für den Aurora Award[27]

Zurich Film Festival 2022
- Nominierung als Bester internationaler Spielfilm für das Goldene Auge (Saim Sadiq)